# Leonardo Re Cecconi
Leonardo Re Cecconi, noto anche con lo pseudonimo di Leopardo (Rho, 1º settembre 1954 – Milano, 22 gennaio 2004), è stato un disc jockey e conduttore radiofonico italiano, è stato uno dei primi disc jockey delle radio libere italiane.

## Carriera
Diventa conduttore radiofonico quasi per caso: mentre studia architettura, la sua passione per la musica lo spinge a lavorare per Radio Reporter. Dopo pochi mesi, a settembre del 1976 viene chiamato a Radio Milano International, l'emittente radiofonica in cui otterrà la notorietà.
Leo, come viene chiamato dagli amici, è un vero e proprio innovatore della radiofonia italiana. Il suo esordio è legato soprattutto a due programmi musicali pomeridiani che lo fanno diventare uno dei conduttori più conosciuti d'Italia. A partire dal 1976 Re Cecconi conduce su Radio Milano International: Hit Parade e Soul Train.
Agli inizi degli anni ottanta è uno degli ideatori della Band of Jocks (I 10 DJ dalla puntina veloce), un'ideale classifica dei dieci conduttori radiofonici italiani, con più seguito presso il pubblico dei giovani (costituita oltre che dallo stesso Cecconi, da Betty Miranda, Gianni De Berardinis, Max Pagani, Ronnie Jones, Claudio Sottili, Tommy, Mauro Micheloni, Enzo Persueder e Federico l'Olandese Volante); intestati a questa formazione vengono pubblicati quattro brani, in parte influenzati dal rap: Let's All Dance (1983), Good Times (1984), Music In My Heart (1985) e We Love Radio (1987). Nello stesso periodo ancora con Federico l'Olandese Volante, conduce inoltre il programma televisivo musicale Popcorn, in onda su Canale 5. Le sue trasmissioni sono state caratterizzate soprattutto da una conduzione piena di carica e di originalità nel presentare i brani musicali e nel timbro di voce particolare e molto riconoscibile.
Dopo un'esperienza professionale a Radio 105 all'inizio degli anni ottanta, nel 1987 ritorna a Radio Milano International. In seguito la sua voce è ascoltata su diverse emittenti, tra cui RTL 102.5, Hit Channel e Radio Monte Carlo.
Muore prematuramente il 22 gennaio 2004 per un tumore alla laringe.